# فال دافيد (كيبك)
فال دافيد (بالإنجليزية: Val-David, Quebec)‏ هي local municipality of Quebec تقع في كندا في Les Laurentides Regional County Municipality. يقدر عدد سكانها بـ 4,450 نسمة ومساحتها 43.90 كم2 ووترتفع عن سطح البحر 322 متر.